# Copa Libertadores 1969

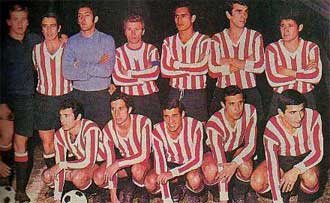
Das siegreiche Team von Estudiantes de La Plata

Die Copa Libertadores 1969 war die zehnte Auflage des wichtigsten südamerikanischen Fußballwettbewerbs für Vereinsmannschaften. 17 Mannschaften nahmen teil. Es nahmen jeweils die Landesmeister der CONMEBOL-Länder und die Zweiten teil, beziehungsweise die Gewinner und Finalisten des Pokalwettbewerbs in Bolivien, da dort noch keine nationalen Meisterschaften ausgetragen wurden. Brasilien nahm nicht teil, Argentinien schickte nur Titelverteidiger Estudiantes de La Plata. Das Turnier begann am 23. Februar und endete am 22. Mai 1969 mit dem Final-Rückspiel. Der argentinische Vertreter Estudiantes de La Plata gewann das Finale gegen Nacional Montevideo und konnte damit seinen Titel aus dem Vorjahr verteidigen.

## 1. Gruppenphase

### Gruppe 1
| Pl. | Verein             | Sp. | S | U | N | Tore    | Diff. | Punkte |
| --- | ------------------ | --- | - | - | - | ------- | ----- | ------ |
| 1.  | Deportivo Cali     | 6   | 3 | 2 | 1 | 012:600 | +6    | 08     |
| 2.  | Deportivo Italia   | 6   | 3 | 1 | 2 | 007:800 | −1    | 07     |
| 3.  | Unión Magdalena    | 6   | 2 | 1 | 3 | 007:800 | −1    | 05     |
| 4.  | Deportivo Canarias | 6   | 1 | 2 | 3 | 003:700 | −4    | 04     |

|                    |   |                    | Hinspiel | Rückspiel |
| ------------------ | - | ------------------ | -------- | --------- |
| Unión Magdalena    | - | Deportivo Cali     | 2:2      | 1:3       |
| Deportivo Italia   | - | Deportivo Canarias | 2:0      | 1:1       |
| Deportivo Canarias | - | Deportivo Cali     | 1:1      | 0:2       |
| Deportivo Italia   | - | Deportivo Cali     | 2:1      | 0:3       |
| Deportivo Canarias | - | Unión Magdalena    | 1:0      | 0:1       |
| Deportivo Italia   | - | Unión Magdalena    | 2:0      | 0:3       |

### Gruppe 2
| Pl. | Verein                  | Sp. | S | U | N | Tore    | Diff. | Punkte |
| --- | ----------------------- | --- | - | - | - | ------- | ----- | ------ |
| 1.  | CD Santiago Wanderers   | 6   | 3 | 0 | 3 | 013:100 | +3    | 06     |
| 2.  | Sporting Cristal        | 6   | 2 | 2 | 2 | 011:110 | ±0    | 06     |
| 3.  | CD Universidad Católica | 6   | 3 | 0 | 3 | 012:130 | −1    | 06     |
| 4.  | Juan Aurich             | 6   | 2 | 2 | 2 | 013:150 | −2    | 06     |

|                         |   |                         | Hinspiel | Rückspiel |
| ----------------------- | - | ----------------------- | -------- | --------- |
| Sporting Cristal        | - | Juan Aurich             | 3:3      | 2:2       |
| CD Universidad Católica | - | CD Santiago Wanderers   | 1:3      | 3:2       |
| Juan Aurich             | - | CD Universidad Católica | 2:4      | 2:1       |
| Sporting Cristal        | - | CD Santiago Wanderers   | 2:1      | 0:2       |
| Sporting Cristal        | - | CD Universidad Católica | 2:0      | 2:3       |
| Juan Aurich             | - | CD Santiago Wanderers   | 3:1      | 1:4       |

#### Entscheidungsrunde
| Pl. | Verein                  | Sp. | S | U | N | Tore    | Diff. | Punkte |
| --- | ----------------------- | --- | - | - | - | ------- | ----- | ------ |
| 1.  | CD Universidad Católica | 2   | 2 | 0 | 0 | 006:200 | +4    | 04     |
| 2.  | CD Santiago Wanderers   | 2   | 1 | 1 | 0 | 002:100 | +1    | 03     |
| 3.  | Sporting Cristal        | 2   | 0 | 1 | 1 | 002:300 | −1    | 01     |
| 4.  | Juan Aurich             | 2   | 0 | 0 | 2 | 001:500 | −4    | 0      |

|                         | Ergebnis |                         |
| ----------------------- | -------- | ----------------------- |
| CD Santiago Wanderers   | 1:1      | Sporting Cristal        |
| CD Universidad Católica | 4:1      | Juan Aurich             |
| Sporting Cristal        | 1:2      | CD Universidad Católica |
| Juan Aurich             | 0:1      | CD Santiago Wanderers   |

### Gruppe 3
| Pl. | Verein             | Sp. | S | U | N | Tore    | Diff. | Punkte |
| --- | ------------------ | --- | - | - | - | ------- | ----- | ------ |
| 1.  | Club Cerro Porteño | 6   | 4 | 1 | 1 | 015:500 | +10   | 09     |
| 2.  | Club Olimpia       | 6   | 3 | 1 | 2 | 012:700 | +5    | 07     |
| 3.  | Club Bolívar       | 6   | 2 | 3 | 1 | 006:800 | −2    | 07     |
| 4.  | Club Litoral       | 6   | 0 | 1 | 5 | 001:140 | −13   | 01     |

|                    |   |                    | Hinspiel | Rückspiel |
| ------------------ | - | ------------------ | -------- | --------- |
| Club Cerro Porteño | - | Club Olimpia       | 4:1      | 2:1       |
| Club Bolívar       | - | Club Litoral       | 1:0      | 1:1       |
| Club Litoral       | - | Club Olimpia       | 0:3      | 0:2       |
| Club Bolívar       | - | Club Cerro Porteño | 2:1      | 1:1       |
| Club Litoral       | - | Club Cerro Porteño | 0:1      | 0:6       |
| Club Bolívar       | - | Club Olimpia       | 1:1      | 0:4       |

#### Entscheidungsspiel um den zweiten Tabellenplatz
|              | Ergebnis  |              |
| ------------ | --------- | ------------ |
| Club Olimpia | 2:1 n. V. | Club Bolívar |

### Gruppe 4
| Pl. | Verein                  | Sp. | S | U | N | Tore    | Diff. | Punkte |
| --- | ----------------------- | --- | - | - | - | ------- | ----- | ------ |
| 1.  | Peñarol Montevideo      | 6   | 3 | 3 | 0 | 016:800 | +8    | 09     |
| 2.  | Nacional Montevideo     | 6   | 2 | 4 | 0 | 010:400 | +6    | 08     |
| 3.  | Deportivo Quito         | 6   | 1 | 3 | 2 | 004:100 | −6    | 05     |
| 4.  | Barcelona Sporting Club | 6   | 0 | 2 | 4 | 003:110 | −8    | 02     |

|                         |   |                         | Hinspiel | Rückspiel |
| ----------------------- | - | ----------------------- | -------- | --------- |
| Peñarol Montevideo      | - | Nacional Montevideo     | 1:1      | 2:2       |
| Deportivo Quito         | - | Barcelona Sporting Club | 1:0      | 0:0       |
| Deportivo Quito         | - | Nacional Montevideo     | 0:0      | 0:4       |
| Barcelona Sporting Club | - | Peñarol Montevideo      | 0:2      | 2:5       |
| Deportivo Quito         | - | Peñarol Montevideo      | 1:1      | 2:5       |
| Barcelona Sporting Club | - | Nacional Montevideo     | 1:1      | 0:2       |

## 2. Gruppenphase

### Gruppe 1
| Pl. | Verein                  | Sp. | S | U | N | Tore    | Diff. | Punkte |
| --- | ----------------------- | --- | - | - | - | ------- | ----- | ------ |
| 1.  | CD Universidad Católica | 4   | 2 | 1 | 1 | 007:300 | +4    | 05     |
| 2.  | Club Cerro Porteño      | 4   | 1 | 2 | 1 | 001:100 | ±0    | 04     |
| 3.  | Deportivo Italia        | 4   | 1 | 1 | 2 | 003:700 | −4    | 03     |

|                         |   |                    | Hinspiel | Rückspiel |
| ----------------------- | - | ------------------ | -------- | --------- |
| Deportivo Italia        | - | Club Cerro Porteño | 0:0      | 0:1       |
| CD Universidad Católica | - | Deportivo Italia   | 4:0      | 2:3       |
| CD Universidad Católica | - | Club Cerro Porteño | 1:0      | 0:0       |

### Gruppe 2
| Pl. | Verein                | Sp. | S | U | N | Tore    | Diff. | Punkte |
| --- | --------------------- | --- | - | - | - | ------- | ----- | ------ |
| 1.  | Nacional Montevideo   | 4   | 3 | 1 | 0 | 000:200 | −2    | 07     |
| 2.  | Deportivo Cali        | 4   | 1 | 1 | 2 | 009:110 | −2    | 03     |
| 3.  | CD Santiago Wanderers | 4   | 0 | 2 | 2 | 005:110 | −6    | 02     |

|                       |   |                       | Hinspiel | Rückspiel |
| --------------------- | - | --------------------- | -------- | --------- |
| CD Santiago Wanderers | - | Nacional Montevideo   | 1:1      | 0:2       |
| Deportivo Cali        | - | Nacional Montevideo   | 1:5      | 0:2       |
| Deportivo Cali        | - | CD Santiago Wanderers | 5:1      | 3:3       |

### Gruppe 3
| Pl. | Verein             | Sp. | S | U | N | Tore    | Diff. | Punkte |
| --- | ------------------ | --- | - | - | - | ------- | ----- | ------ |
| 1.  | Peñarol Montevideo | 2   | 1 | 1 | 0 | 002:100 | +1    | 03     |
| 2.  | Club Olimpia       | 1   | 0 | 1 | 0 | 001:200 | −1    | 01     |

|                    |   |              | Hinspiel | Rückspiel |
| ------------------ | - | ------------ | -------- | --------- |
| Peñarol Montevideo | - | Club Olimpia | 1:1      | 1:0       |

## Halbfinale
|                         | Gesamt  |                         | Hinspiel | Rückspiel |
| ----------------------- | ------- | ----------------------- | -------- | --------- |
| CD Universidad Católica | 2:6     | Estudiantes de La Plata | 1:3      | 1:3       |
| Nacional Montevideo     | 1 2:1 1 | Peñarol Montevideo      | 2:0      | 0:1       |

### Entscheidungsspiel
|                     | Ergebnis |                    |
| ------------------- | -------- | ------------------ |
| Nacional Montevideo | 2 0:0 2  | Peñarol Montevideo |

## Finale

### Hinspiel
| Nacional Montevideo                             | Nacional Montevideo | Estudiantes de La Plata | Estudiantes de La Plata |
| ----------------------------------------------- | --- | --- | ----------------------- |
| Nacional Montevideo                             | \| 15. Mai 1969 in Montevideo (Estadio Centenario) \| \| Ergebnis: 0:1 (0:0) \| \| Zuschauer: 65.000 \| \| Schiedsrichter: Domingo Massaro ( Chile) \|                                                                       | \| 15. Mai 1969 in Montevideo (Estadio Centenario) \| \| Ergebnis: 0:1 (0:0) \| \| Zuschauer: 65.000 \| \| Schiedsrichter: Domingo Massaro ( Chile) \|                                                                                             | Estudiantes de La Plata |
| Nacional Montevideo                             | Manga – Atilio Ancheta, Emilio Walter Álvarez, Luis Ubiña, Julio Montero Castillo, Juan Mujica, Ignacio Prieto Urrejola, Ildo Maneiro (Víctor Espárrago), Luis Cubilla, Célio, Julio César Morales Cheftrainer: Zezé Moreira | Alberto Poletti – Néstor Togneri, Ramón Alberto Aguirre Suárez, Raúl Madero, Oscar Malbernat, Carlos Bilardo, Carlos Pachamé, Eduardo Flores, Christian Rudzki (Felipe Ribaudo), Marcos Conigliaro, Juan Ramón Verón Cheftrainer: Osvaldo Zubeldía | Estudiantes de La Plata |
| Nacional Montevideo                             | 0:1 Eduardo Flores (66.) | | Estudiantes de La Plata |
| 15. Mai 1969 in Montevideo (Estadio Centenario) | | |                         |
| Ergebnis: 0:1 (0:0)                             | | |                         |
| Zuschauer: 65.000                               | | |                         |
| Schiedsrichter: Domingo Massaro ( Chile)        | | |                         |

### Rückspiel
| Estudiantes de La Plata                               | Estudiantes de La Plata | Nacional Montevideo | Nacional Montevideo |
| ----------------------------------------------------- | --- | --- | ------------------- |
| Estudiantes de La Plata                               | \| 22. Mai 1969 in La Plata (Estadio Jorge Luis Hirschi) \| \| Ergebnis: 2:0 (2:0) \| \| Zuschauer: 55.000 \| \| Schiedsrichter: Javier Delgado ( Kolumbien) \|                                                                   | \| 22. Mai 1969 in La Plata (Estadio Jorge Luis Hirschi) \| \| Ergebnis: 2:0 (2:0) \| \| Zuschauer: 55.000 \| \| Schiedsrichter: Javier Delgado ( Kolumbien) \|                                                                     | Nacional Montevideo |
| Estudiantes de La Plata                               | Alberto Poletti – Néstor Togneri, Ramón Alberto Aguirre Suárez, Raúl Madero, Oscar Malbernat, Carlos Bilardo, Carlos Pachamé, Eduardo Flores, Christian Rudzki, Marcos Conigliaro, Juan Ramón Verón Cheftrainer: Osvaldo Zubeldía | Manga – Luis Ubiña, Atilio Ancheta, Emilio Walter Álvarez, Juan Mujica, Julio Montero Castillo, Ignacio Prieto Urrejola, Víctor Espárrago, Luis Cubilla, R.Garcia (Alcides Silveira), Julio César Morales Cheftrainer: Zezé Moreira | Nacional Montevideo |
| Estudiantes de La Plata                               | 1:0 Eduardo Flores (22.) 2:0 Marcos Conigliaro (37.) | | Nacional Montevideo |
| 22. Mai 1969 in La Plata (Estadio Jorge Luis Hirschi) | | |                     |
| Ergebnis: 2:0 (2:0)                                   | | |                     |
| Zuschauer: 55.000                                     | | |                     |
| Schiedsrichter: Javier Delgado ( Kolumbien)           | | |                     |